# ザンクト・ヴェンデル
ザンクト・ヴェンデル (独: St. Wendel) はドイツ連邦共和国ザールラント州の北東部ザンクト・ヴェンデル郡にある市で、同郡の郡庁所在地である。ザールブリュッケンの北東36kmほどのブリース川(Blies)沿いに位置する。
街の名はヴェンデリン（聖ヴェンデル）en:Wendelin of Trierに由来する。